# Egipto sasánida
El Egipto sasánida, conocido en las fuentes del Persa medio como Agiptus se refiere al breve dominio del  Egipto bizantino y partes de Libia por parte del Imperio sasánida.
Duró desde 619 hasta 629, hasta que el general sasánida Sharvaraz se alió con el emperador bizantino Heraclio para que le devolviera el control de Egipto.

## Historia

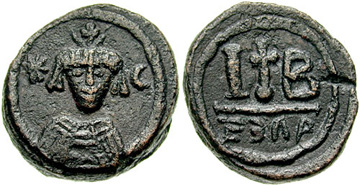
Moneda de estilo bizantino acuñada en Alejandría imitando a Khosrow II

Egipto fue conquistado en 619 por el prominente líder militar sasánida Sharvaraz, que gobernó la provincia brevemente hasta que nombró a Shahralanyozan como nuevo gobernador. Sahralanyozan ostentaba el título de karframan-idar, mayordomo de la corte, y era el iraní más poderoso de Egipto. Además de ser gobernador de Egipto, también era el recaudador de impuestos de la provincia, y muy probablemente residía en Fayún. En los textos del persa medio, el país se conoce como Agiptus y se representa como sigue; agiptus būm kē misr-iz xwānēnd, que significa «la tierra de Agiptus que también se llama Misr»". El Nilo se denomina rōd ī nīl. Se mencionan varias ciudades del país, como Touphis, Kynon, Fortaleza de Babilonia, incluyendo algunas otras, que muestran la subyugación de los sasánidas en la zona.
Aunque Egipto sufrió muchos daños durante su invasión por los sasánidas, una vez completada la conquista, siguió la paz, la tolerancia y la rehabilitación. Además, los sasánidas conservaron la misma estructura administrativa que el imperio bizantino. Los sasánidas no trataron de obligar a la población de Egipto a renunciar a su religión y practicar el zoroastrismo. Sin embargo, persiguieron a la Iglesia bizantina mientras apoyaban a la  Iglesia monofisita. Los coptos aprovecharon las circunstancias y obtuvieron el control de muchas de las iglesias ortodoxas. Había numerosas estaciones sasánidas en el país, entre las que se encontraban Elefantina, Herakleia, Oxirrinco, Kynon, Teodosiópolis,  Hermópolis, Antinoópolis, Kosson, Lykos, Diospolis y  Quena. La misión de esas estaciones era recaudar impuestos y conseguir suministros para los militares. Varios papiros mencionan la recaudación de impuestos por parte de los sasánidas, lo que demuestra que usaban el mismo método de los bizantinos para recaudar impuestos. Otro papiro menciona a un iraní y a su hermana, lo que indica que algunas familias se habían asentado en Egipto junto con los soldados.
En 626, Shahrbaraz se peleó con el rey sasánida Cosroes II (r. 590-628) y se amotinó contra él. No se sabe a quién apoyó Sahralanzoyan, ya que no se le menciona en ninguna fuente posterior y Shahrbaraz es descrito como el gobernante de la provincia. Tras el fin de la  [Guerra bizantino-sasánida desde 628 hasta 630/1, Egipto había vuelto a manos bizantinas. Aunque el gobierno sasánida en Egipto no duró mucho en comparación con el de los bizantinos, algunas marcas de sus influencias siguen presentes hoy en día; la celebración del Año Nuevo copto llamada Nayrouz, donde se honra a los mártires y confesores, proviene de la celebración del Año Nuevo iraní Nouruz. Otra conmemoración relacionada con los sasánidas es el de la  Exaltación de la Santa Cruz, que celebra el descubrimiento de la cruz en la que fue crucificado  Jesús y su regreso a Jerusalén en 628. Además, la influencia sasánida en el arte copto también es evidente.

## Lista de gobernadores
| Fecha      | Gobernador     |
| ---------- | -------------- |
| 618-621    | Sharvaraz      |
| 621-626(?) | Shahralanyozan |
| 626(?)-628 | Sharvaraz      |